# 黄金時代 (2014年の映画)
『黄金時代』（おうごんじだい、原題: 黄金时代）は、アン・ホイ監督による2014年の中国・香港合作映画。民国期の女流作家蕭紅の生涯を描いた伝記映画である。香港電影金像奨で作品賞と監督賞を受賞した。第71回ヴェネツィア国際映画祭クロージング作品。日本では第27回東京国際映画祭などで上映された。

## あらすじ
満洲の呼蘭県で生まれた蕭紅は親の決めた結婚に反対し、ハルビンに行く。そこで蕭軍と出会い恋に落ち、二人はともに暮らし始める。間もなく子供もできたが、人に渡してしまった。蕭紅は作家となり、しばらくは安定した生活だったが、左翼作家である蕭紅たちは満洲国当局に目をつけられる。蕭紅と蕭軍は魯迅の招きで上海に移る。蕭紅と蕭軍は上海で魯迅と家族ぐるみの付き合いをするようになる。蕭紅は蕭軍を置いて一人日本の東京へ移る。そこで蕭紅は自分の人生はいま「黄金時代」だと感じる。上海に戻った蕭紅は、自分のいない間に蕭軍が浮気していた事を知り、ショックを受ける。日中戦争が始まると蕭紅たちは武漢へ移る。そこで端木蕻良と出会う。文化人として革命運動に参加するため、山西省の臨汾に赴く。そこで丁玲たちと交流する。臨汾に日本軍が迫ると、蕭紅は西安に行く。西安で蕭紅は端木蕻良と親しく付き合うようになる。蕭紅は蕭軍と別れ、武漢に戻り端木と結婚式を挙げる。そのとき蕭紅は蕭軍の子を妊娠していた。武漢が日本軍に攻撃されはじめ、蕭紅は重慶を経て香港に逃れる。子供は生まれたがすぐに死んでしまった。蕭紅は結核に侵され、入院し手術はしたが徐々に弱っていく。後には名作『呼蘭河伝』が残された。

## キャスト
- 蕭紅 - 湯唯（幼少期・姜斯琪）
- 蕭軍（中国語版） - 馮紹峰
- 端木蕻良（中国語版） - 朱亜文
- 魯迅 - 王志文
- 駱賓基（中国語版） - 黄軒
- 丁玲 - 郝蕾
- 梅志（中国語版） - 袁泉
- 白朗（中国語版） - 田原
- 許広平（中国語版） - 丁嘉麗
- 聶紺弩（中国語版） - 王千源
- 舒群（中国語版） - 沙溢
- 羅烽（中国語版） - 祖峰
- 蔣錫金（中国語版） - 張譯
- 汪恩甲 - 袁文康
- 金剣嘯（中国語版） - 陳月末
- 梅林（中国語版） - 王紫逸
- 周鯨文（中国語版） - 張嘉訳
- 許粤華（中国語版） - 楊雪
- 黄源（中国語版） - 焦剛
- 汪恩甲の兄 - 張博
- 周穎（中国語版） - 張瑤
- 蕭紅の祖父 - 白徳璋
- 張秀珂 - 凌正輝
- 陸哲舜 - 宋寧
- 老斐 - 銭波
- 王玉祥 - 胡世群
- 王林 - 屈菁菁
- 程涓 - 唐芸昕
- 周海嬰（中国語版） - 呂思睿
- 茅盾 - 張魯一
- 靳以（中国語版） - 王凱
- 宇飛 - 楊波
- 張慕陶 - 李晨琛
- 于毅夫（中国語版） - 曹衛華
- 李樹培 - 馬達

## スタッフ
- 監督 - アン・ホイ
- 脚本 - 李檣
- エグゼクティブ・プロデューサー - 李檣
- プロデューサー - チン・ホン
- 撮影監督 - 王昱
- 美術監督 - チャオ・ハイ
- 音楽 - エリー・マーシャル
- 音響 - ドゥ・ドゥーチー
- 編集 - マンダ・ワイ
- 衣装 - マン・リムチュン